# Slush (Event)

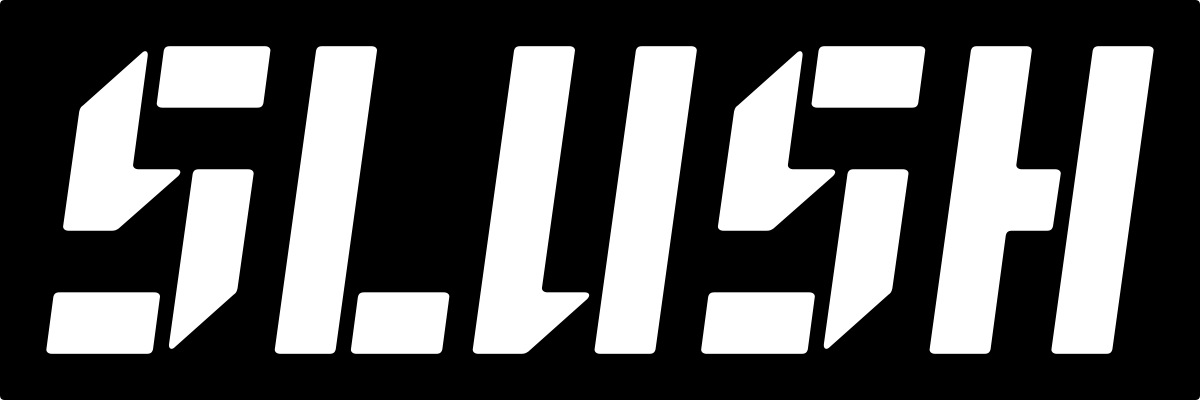
Logo

Slush ist ein Not-for-profit-Startup- und Tech-Event in Helsinki. Es wurde 2008 von Peter Vesterbacka (damals Angestellt bei Rovio für Angry Birds) und Timo Airisto gegründet. Slush gilt mittlerweile als Europas führende Tech-Konferenz. 2017 besuchten 20.000 Besucher die Veranstaltung. Slush findet mittlerweile in Finnland, Japan, China und Singapur statt.
2017 gehörte Al Gore zu den Sprechern der Konferenz.
Slush 2021 wird am 1.–2. Dezember in Helsinki, Finnland veranstaltet. Das Event wird live für 8.000 Personen organisiert, und insgesamt werden 1.500 Investoren und 3.200 Startup-Mitarbeiter erwartet. Slush hat den Ticketverkauf für das Event im September 2021 angefangen.